# Metriocnemus yaquina
Metriocnemus yaquina is een muggensoort uit de familie van de dansmuggen (Chironomidae). De wetenschappelijke naam van de soort is voor het eerst geldig gepubliceerd in 1987 door Cranston and Judd.